# Казым (село, Ханты-Мансийский автономный округ)
Казым — село в России, находится в Белоярском районе, Ханты-Мансийского автономного округа — Югры. Входит в состав Сельского поселения Казым.
Население на 1 января 2008 года составляло 1300 человек.
Почтовый индекс — 628174, код ОКАТО — 71111910001.

## Статистика населения
| 2010 |
| ---- |
| 1379 |

## Климат
Климат резко континентальный, зима суровая, с сильными ветрами и метелями, продолжающаяся семь месяцев. Лето относительно тёплое, но быстротечное.